# Сегюр, Пьер де
Маркиз Пьер-Мари-Морис-Анри де Сегюр (фр. Pierre-Marie-Maurice-Henri de Ségur; 13 февраля 1853, Париж — 13 августа 1916, Пуасси) — французский историк, член Французской академии.

## Биография
Старший сын маркиза Анатоля де Сегюра и Сесили Кювелье, внук Софьи Фёдоровны Ростопчиной.
Выпускник парижского Коллежа Станислава.
В 1871—1899 годах был аудитором Государственного совета. Оставил административную карьеру, чтобы посвятить себя истории. Выпустил большое число написанных живым и изящным стилем монографий, посвященных различным деятелям Старого режима.
Избран во Французскую академию 14 февраля 1907 21 голосом против 8, поданных за Жана Экара.
Принадлежал к фамилии, связанной с Академией, так как двое Сегюров, в том числе его дядя генерал Филипп Поль де Сегюр, ранее были ее членами. Принят в состав Академии Альбером Вандалем 16 января 1908. В свою очередь принял в ее члены Эжена де Бриё в 1910 году.
Был членом Академии Версаля, Ивелина и Иль-де-Франса.

## Семья
Жена: Жанна-Фредерика-Тереза Эли д'Уассель (11.03.1857—27.09.1935), дочь банкира и политика Жана-Леонса Эли д'Уасселя и Люси-Огюстены-Терезы Дзанджакоми
Сын:
- маркиз Виктор Анри Гастон (19.08.1871—7.04.1919). Жена (29.10.1902, развод 1904): Алис Соланж Виктюрньена де Рошешуар-Мортемар (11.06.1880—1.01.1917), дочь Франсуа-Мари-Виктюрньена де Рошешуара, герцога де Мортемара, принца де Тонне-Шарант, и Виржини Мари Луизы де Сент-Альдегонд

## Сочинения
- Le Maréchal de Ségur (1724—1801), ministre de la guerre sous Louis XVI, 1895 (Премия Гизо)
- Le Royaume de la rue Saint-Honoré. Madame Geoffrin et sa fille, P., 1897 (Монтионовская премия)
- La Dernière des Condé : Louise-Adélaïde de Condé ; Marie-Catherine de Brignole, princesse de Monaco, 1899
- La Jeunesse du maréchal de Luxembourg, 1628—1668, 1900
- Le Maréchal de Luxembourg et le prince d'Orange, 1668—1678, 1902
- Gens d'autrefois, 1903
- Le Tapissier de Notre-Dame : les dernières années du maréchal de Luxembourg, 1678-1695, 1903 (Большая премия Гобера)
- Julie de Lespinasse, 1905
- Marquis de Ségur. Esquisses et récits : Madame du Deffand et sa famille ; l'Éducation féminine au XVIIIe siècle ; le Cte L.-Ph. de Ségur ; M. Edmond Rousse, 1908
- Au couchant de la monarchie: Louis XVI et Turgot, 1774—1776, 1910
- Silhouettes historiques, 1911
- Parmi les cyprès et les lauriers, 1912
- Vieux dossiers, petits papiers, 1913
- Au couchant de la monarchie : Louis XVI et Necker, 1776—1781, 1914
- Marie-Antoinette, 1920